# 대마법사 멀린
대마법사 멀린(Merlin)는 1998년 4월 26일부터 4월 27일까지 방영된 미국 NBC 드라마이다.

## 방송 시간
| 방송 채널 | 방송 기간                 | 방송 시간                                     |
| --------- | ------------------------- | --------------------------------------------- |
| KBS 2TV   | 2006년 1월 8일 ~ 1월 15일 | 일요일 밤 11:15 ~ 12:55(100분(2편 연속 방송)) |

## 한국판 성우진(KBS)
- 장광 - 멀린(샘 닐)
- 안경진 - 맵 여왕(미란다 리처드슨)
- 송도영 - 니무에(이사벨라 로셀리니)
- 양지운 - 볼티컨 왕(룻거 하우어)
- 이호인 - 유서 왕(마크 잭스) / 란슬롯(제레미 쉐필드) / 루퍼트(다이슨 로벨)
- 탁원제 - 왕실 역술인(피터 우드토프로) / 핵터 경(케이스 백스터)
- 온영삼 - 알단메 경(존 맥케너리) / 롯 경(존 터너)
- 김정희 - 엠브로시아(빌리 화이틀로)
- 한상덕 - 보리스 경(로저 애슈턴그리피스) / 마운틴 왕(제임스 얼 존스)
- 전인배 - 콘웰 경(토머스 로키어) / 가웨인(세바스티앙 로셰)
- 김승태 - 프릭(마틴 쇼트)
- 김래환 - 어린 멀린(다니엘 브로클린뱅크) / 아서 왕(폴 쿠란)
- 김지혜 - 어린 니무에(아그니에스즈카 코손) / 귀네비브(레나 헤디)
- 양석정 - 모드레드(제이슨 돈)
- 전숙경 - 모건(헬레나 본햄 카터)